# Satélite de Mercúrio
O Satélite de Mercúrio foi uma lua que, por um curto período de tempo, acreditou-se orbitar o planeta Mercúrio. No dia 27 de março de 1974, dois dias antes da sonda espacial Mariner 10 sobrevoar o planeta, os intrumentos terrestres começaram a registrar grandes quantidades de radiação ultravioleta nas proximidades de Mercúrio o que de acordo com um astrônomo, "não tinham o direito de estar ali". No dia seguinte, a radiação desapareceu voltando a surgir três dias depois, parecendo ser originada de um objeto próximo a Mercúrio. Alguns astrônomos especularam ter detectado uma estrela mas uma segunda hipótese argumentava que o objeto deveria ser uma lua, citando as duas direções diferentes da radiação emanada e a crença que tal radiação de alta-energia não podia penetrar tanto no meio interestelar. Além destes argumentos, a velocidade do objeto foi calculada em aproximadamente 4 km por segundo, o que condizia com a velocidade esperada de um satélite.

## Estrela binária?

A 31 Crateris pode ser uma estrela binária

Posteriormente, detectou-se que a "lua" estava se afastando de Mercúrio e eventualmente foi identificada com uma estrela na constelação de Crater, apesar da origem da radiação detectada no dia 27 de março ainda ser desconhecida. A estrela 31 Crateris parece ser uma estrela binária com um período de 2,9 dias o que pode ser a fonte de radiação ultravioleta.
A lua mercuriana, apesar de não existir, estimulou uma importante descoberta na astronomia: A radiação ultravioleta encontrada não foi completamente absorvida pelo meio interestelar como se acreditava anteriormente.